# Resolutie 268 Veiligheidsraad Verenigde Naties
Resolutie 268 van de Veiligheidsraad van de Verenigde Naties van 28 juli 1969 werd aangenomen met een meerderheid van elf tegen geen met vier onthoudingen. Die vier waren Frankrijk, Spanje, het Verenigd Koninkrijk en de Verenigde Staten. De resolutie riep Portugal op Zambia's soevereiniteit niet meer te schenden gedurende de koloniale oorlog die het land uitvocht in zijn Afrikaanse koloniën.

## Achtergrond
Toen na de Tweede Wereldoorlog de dekolonisatie van Afrika op gang kwam, ontstonden ook in de Portugese koloniën onafhankelijkheidsbewegingen. In tegenstelling tot andere Europese landen voerde het dictatoriale regime dat Portugal destijds kende dertien jaar lang oorlog in Angola, Guinee-Bissau, Kaapverdië en Mozambique. Behalve in Guinee-Bissau kon het Portugese leger overal de bovenhand halen, maar de oorlog kostte handenvol geld en het land raakte internationaal geïsoleerd. Pas toen de Anjerrevolutie in 1974 een einde maakte aan de dictatuur, werden ook de koloniën als laatsten in Afrika onafhankelijk.

## Inhoud
Portugal had het dorp Lote in de provincie Eastern van Zambia, die grenst aan Mozambique, gebombardeerd. Daarbij waren ook doden gevallen. Een dergelijk incident was een bedreiging voor de internationale vrede en veiligheid. Portugal werd opgeroepen Zambia's grondgebied niet langer te schenden, en Zambiaanse burgers die door Portugal werden ontvoerd in Angola en Mozambique onmiddellijk vrij te laten. Ook moest men onwettig uit Zambia meegenomen zaken teruggeven. Indien niet zouden verdere maatregelen worden overwogen.

## Verwante resoluties
- Resolutie 204 Veiligheidsraad Verenigde Naties
- Resolutie 218 Veiligheidsraad Verenigde Naties
- Resolutie 273 Veiligheidsraad Verenigde Naties
- Resolutie 275 Veiligheidsraad Verenigde Naties

Lijst ·  263 ·  264 ·  265 ·  266 ·  267 ·  268 ·  269 ·  270 ·  271 ·  272 ·  273 ·  274 ·  275